# Ко-Вая
Ко-Вая (англ. Ko Vaya) — переписна місцевість (CDP) в США, в окрузі Піма штату Аризона. Населення — 43 особи (2020).

## Географія
Ко-Вая розташоване за координатами 32°4′53″ пн. ш. 111°53′45″ зх. д. / 32.08139° пн. ш. 111.89583° зх. д. (32.081502, -111.895875). За даними Бюро перепису населення США в 2010 році переписна місцевість мала площу 2,85 км², уся площа — суходіл.

## Демографія
Згідно з переписом 2010 року, у переписній місцевості мешкало 46 осіб у 15 домогосподарствах у складі 12 родин. Густота населення становила 16 осіб/км². Було 16 помешкань (6/км²).
Расовий склад населення:
| - 84,8 % — корінних американців - 10,9 % — білих - 2,2 % — осіб інших рас |

До двох чи більше рас належало 2,2 %. Частка іспаномовних становила 10,9 % від усіх жителів.
За віковим діапазоном населення розподілялося таким чином: 28,3 % — особи молодші 18 років, 63,0 % — особи у віці 18—64 років, 8,7 % — особи у віці 65 років та старші. Медіана віку мешканця становила 36,5 року. На 100 осіб жіночої статі у переписній місцевості припадало 109,1 чоловіків; на 100 жінок у віці від 18 років та старших — 120,0 чоловіків також старших 18 років.